# Monoplema fumigera
Monoplema fumigera är en fjärilsart som beskrevs av W. Warren 1905. Monoplema fumigera ingår i släktet Monoplema och familjen Uraniidae. Inga underarter finns listade i Catalogue of Life.